# Équipe cycliste Rembe-Rad-net

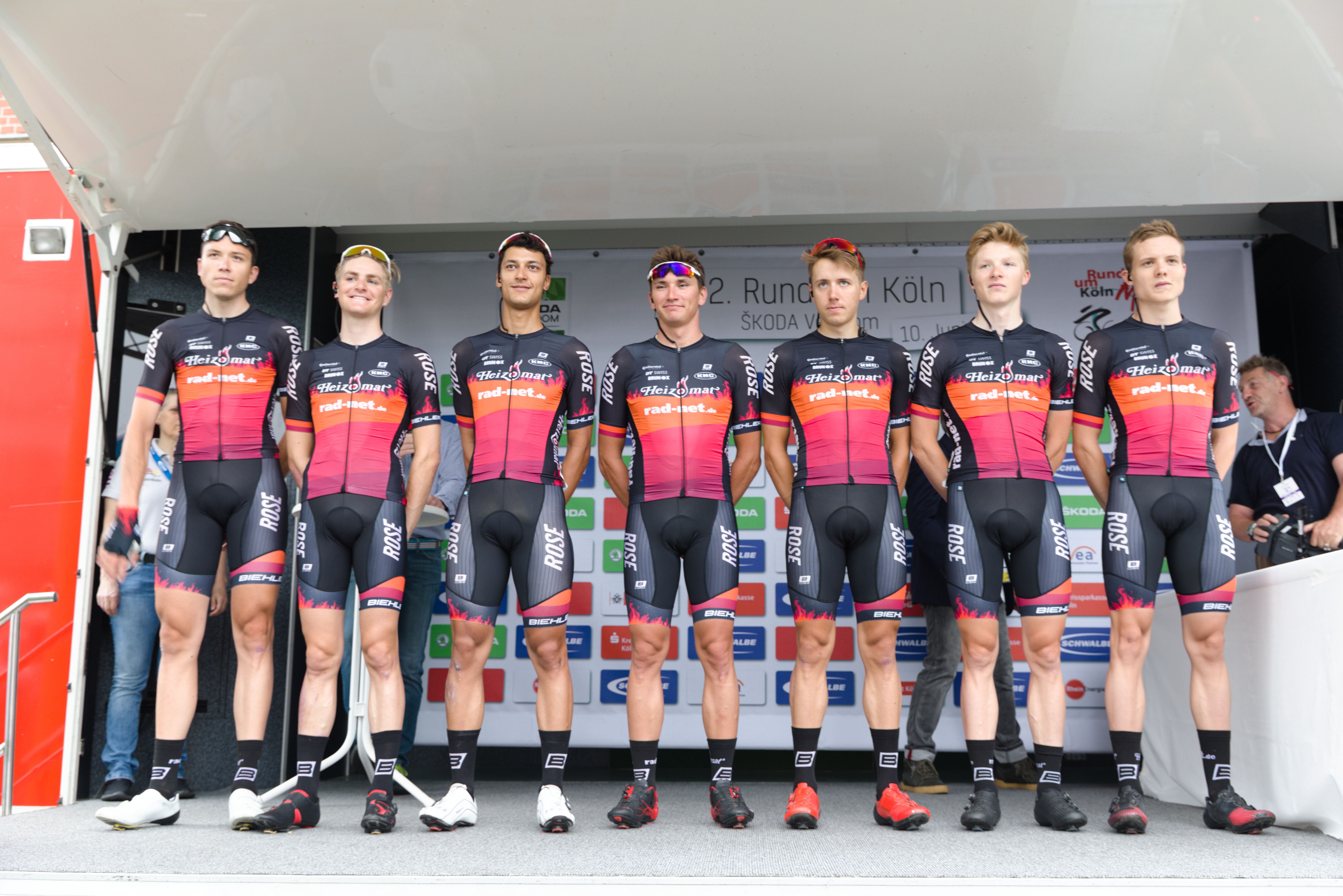
L'équipe en 2018.

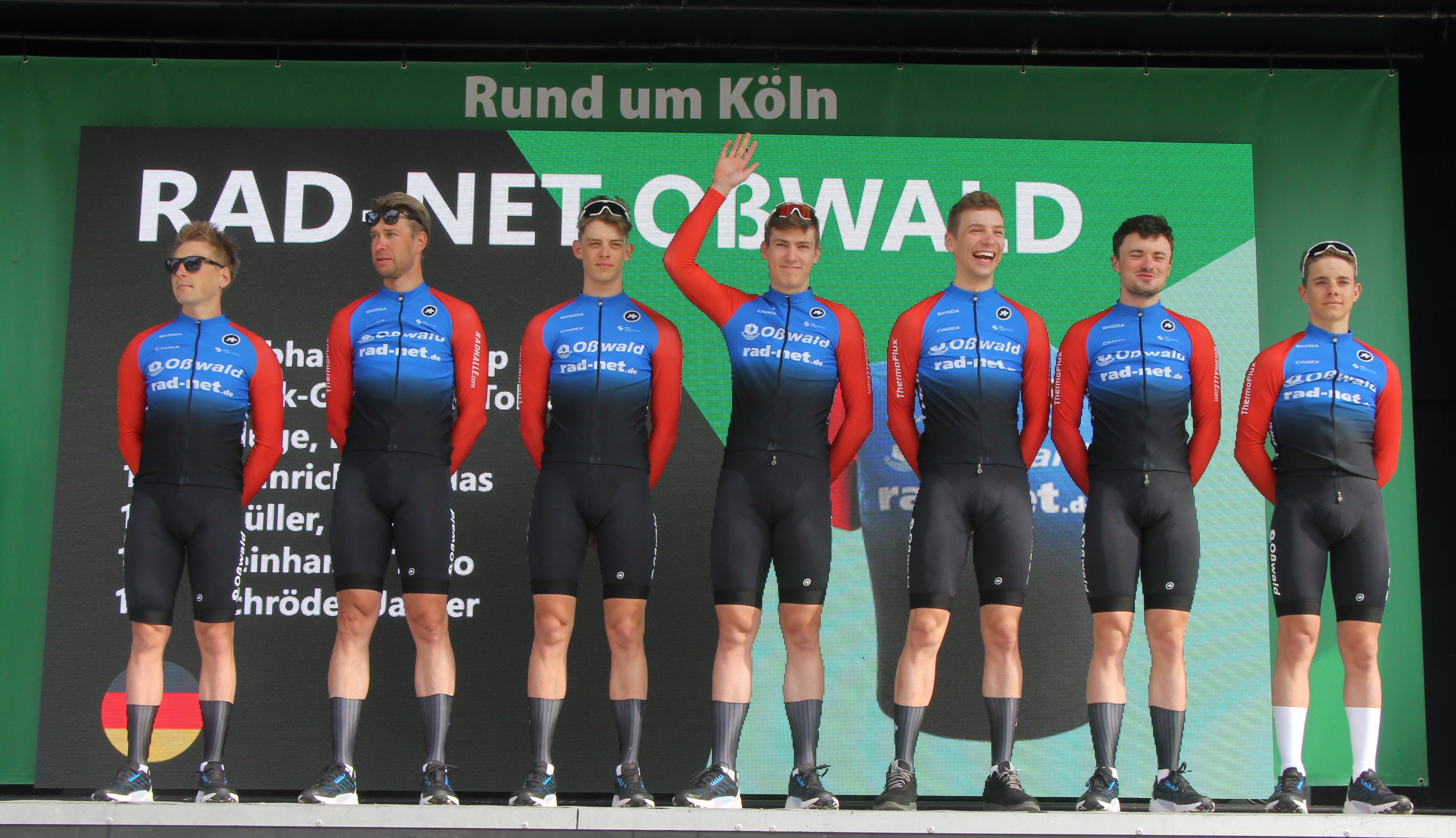
L'équipe en 2023.

L'équipe cycliste Rembe-Rad-net est une équipe cycliste allemande créée en 2013 et qui participe aux circuits continentaux de cyclisme et en particulier l'UCI Europe Tour.
Elle ne doit pas être confondue avec l'équipe cycliste Heizomat avec qui elle a fusionné en 2018.

## Histoire de l'équipe
L'équipe est créée en 2013 à l'initiative de la Fédération allemande de cyclisme (BDR) avec l'objectif de renforcer le niveau allemand dans les épreuves d'endurance en cyclisme sur piste, par des procédures similaires à d'autres pays. Les jeunes talents sont repérés et rejoignent l'équipe. Ils participent également à des épreuves sur route internationales. À cette fin, l'équipe est depuis 2013 enregistrée par l'Union cycliste internationale comme une équipe continentale.
Le directeur sportif, Sven Meyer, est aussi entraîneur national des épreuves d'endurance sur piste. Il est aidé par l'entraîneur national sur route Ralf Grabsch.
Rad-net est le site de la BDR. Rose est une société de ventes par correspondance, spécialisée dans le cyclisme.
En 2018, elle fusionne avec l'équipe Heizomat pour devenir Heizomat-Rad-net. En 2020, elle est renommée Rad-Net Rose Team. En 2025, elle est renommée Rembe-Rad-net après avoir fusionnée avec l'équipe Rembe Pro Cycling Team Sauerland

## Principales victoires

### Championnats internationaux
- Championnats du monde sur route : 1
  - Contre-la-montre espoirs : 2017 (Marco Mathis)

- Championnats du monde sur piste : 1
  - Scratch : 2015 (Lucas Liss)
- Championnats d'Europe sur piste espoirs : 1
  - Poursuite individuelle espoirs : 2014 (Domenic Weinstein)

### Championnats nationaux
- Championnats d'Allemagne sur route : 6
  - Contre-la-montre par équipes : 2015
  - Course en ligne espoirs : 2016 (Pascal Ackermann) et 2023 (Moritz Kretschy)
  - Contre-la-montre espoirs : 2017 (Patrick Haller), 2018 (Jasper Frahm) et 2023 (Moritz Kretschy)
- Championnats d'Allemagne sur piste : 10
  - Poursuite individuelle : 2014, 2015 et 2017 (Domenic Weinstein)
  - Poursuite par équipes : 2014, 2015 et 2017
  - Omnium : 2014 (Theo Reinhardt) et 2017 (Leif Lampater)
  - Scratch : 2017 (Lucas Liss)
  - Américaine : 2017

## Classements UCI
L'équipe participe aux épreuves des circuits continentaux et en particulier de l'UCI Europe Tour. Les tableaux ci-dessous présentent les classements de l'équipe sur les différents circuits, ainsi que son meilleur coureur au classement individuel.
UCI Africa Tour
| UCI Africa Tour | UCI Africa Tour        | UCI Africa Tour                           | UCI Africa Tour |
| Année           | Classement par équipes | Meilleur coureur au classement individuel |                 |
| --------------- | ---------------------- | ----------------------------------------- | --------------- |
| 2013            | 18e                    | Lucas Liss (169e)                         |                 |
| 2014            | 26e                    | Emanuel Buchmann (201e)                   |                 |
|                 |                        |                                           |                 |
| Source : UCI    |                        |                                           |                 |

UCI Asia Tour
| UCI Asia Tour | UCI Asia Tour          | UCI Asia Tour                             | UCI Asia Tour |
| Année         | Classement par équipes | Meilleur coureur au classement individuel |               |
| ------------- | ---------------------- | ----------------------------------------- | ------------- |
| 2016          | 15e                    | Pascal Ackermann (45e)                    |               |
|               |                        |                                           |               |
| Source : UCI  |                        |                                           |               |

UCI Europe Tour
| UCI Europe Tour | UCI Europe Tour        | UCI Europe Tour                           | UCI Europe Tour |
| Année           | Classement par équipes | Meilleur coureur au classement individuel |                 |
| --------------- | ---------------------- | ----------------------------------------- | --------------- |
| 2013            | 92e                    | Theo Reinhardt (248e)                     |                 |
| 2014            | 94e                    | Emanuel Buchmann (307e)                   |                 |
| 2015            | 66e                    | Pascal Ackermann (239e)                   |                 |
| 2016            | 50e                    | Pascal Ackermann (103e)                   |                 |
| 2017            | 101e                   | Konrad Gessner (536e)                     |                 |
| 2018            | 106e                   | Juri Hollmann (866e)                      |                 |
| 2019            | 89e                    | Patrick Haller (621e)                     |                 |
| 2020            | 65e                    | Felix Groß (407e)                         |                 |
| 2021            | 89e                    | Jakob Gessner (989e)                      |                 |
| 2022            | 85e                    | Pirmin Benz (659e)                        |                 |
| 2023            | 64e                    | -                                         |                 |
|                 |                        |                                           |                 |
| Source : UCI    |                        |                                           |                 |

L'équipe est également classée au Classement mondial UCI qui prend en compte toutes les épreuves UCI et concerne toutes les équipes UCI.
| Classement mondial | Classement mondial     | Classement mondial                        | Classement mondial |
| Année              | Classement par équipes | Meilleur coureur au classement individuel |                    |
| ------------------ | ---------------------- | ----------------------------------------- | ------------------ |
| 2016               | -                      | Pascal Ackermann (147e)                   |                    |
| 2017               | -                      | Konrad Gessner (846e)                     |                    |
| 2018               | -                      | Juri Hollmann (1386e)                     |                    |
| 2019               | 161e                   | Patrick Haller (857e)                     |                    |
| 2020               | 102e                   | Felix Groß (496e)                         |                    |
| 2021               | 149e                   | Jakob Gessner (1390e)                     |                    |
| 2022               | 144e                   | Pirmin Benz (898e)                        |                    |
| 2023               | 120e                   | Moritz Kretschy (506e)                    |                    |
| 2024               | -                      | Tobias Müller (1238e)                     |                    |
|                    |                        |                                           |                    |
| Source : UCI       |                        |                                           |                    |

## Saisons précédentes

Portraits
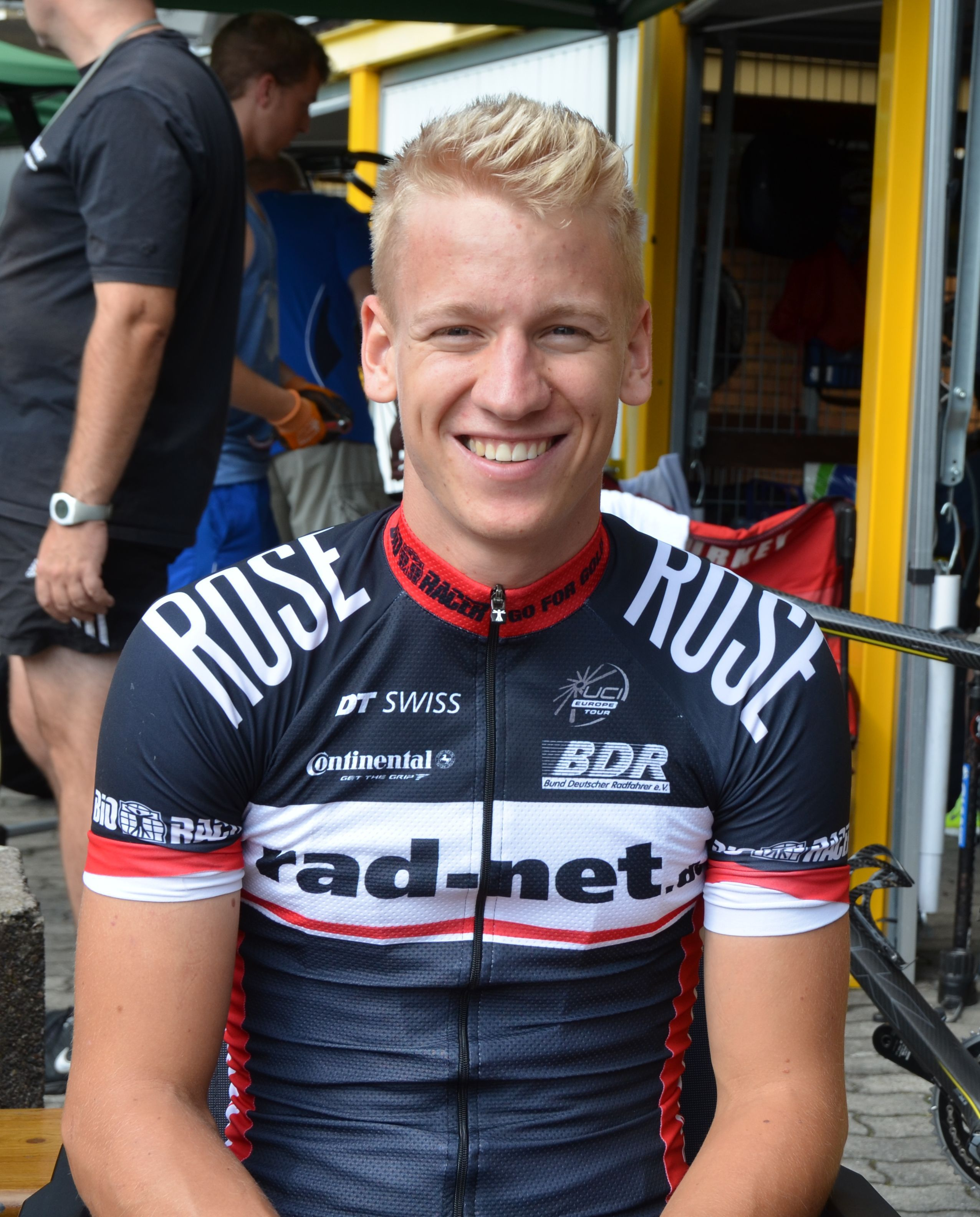
Pascal Ackermann.
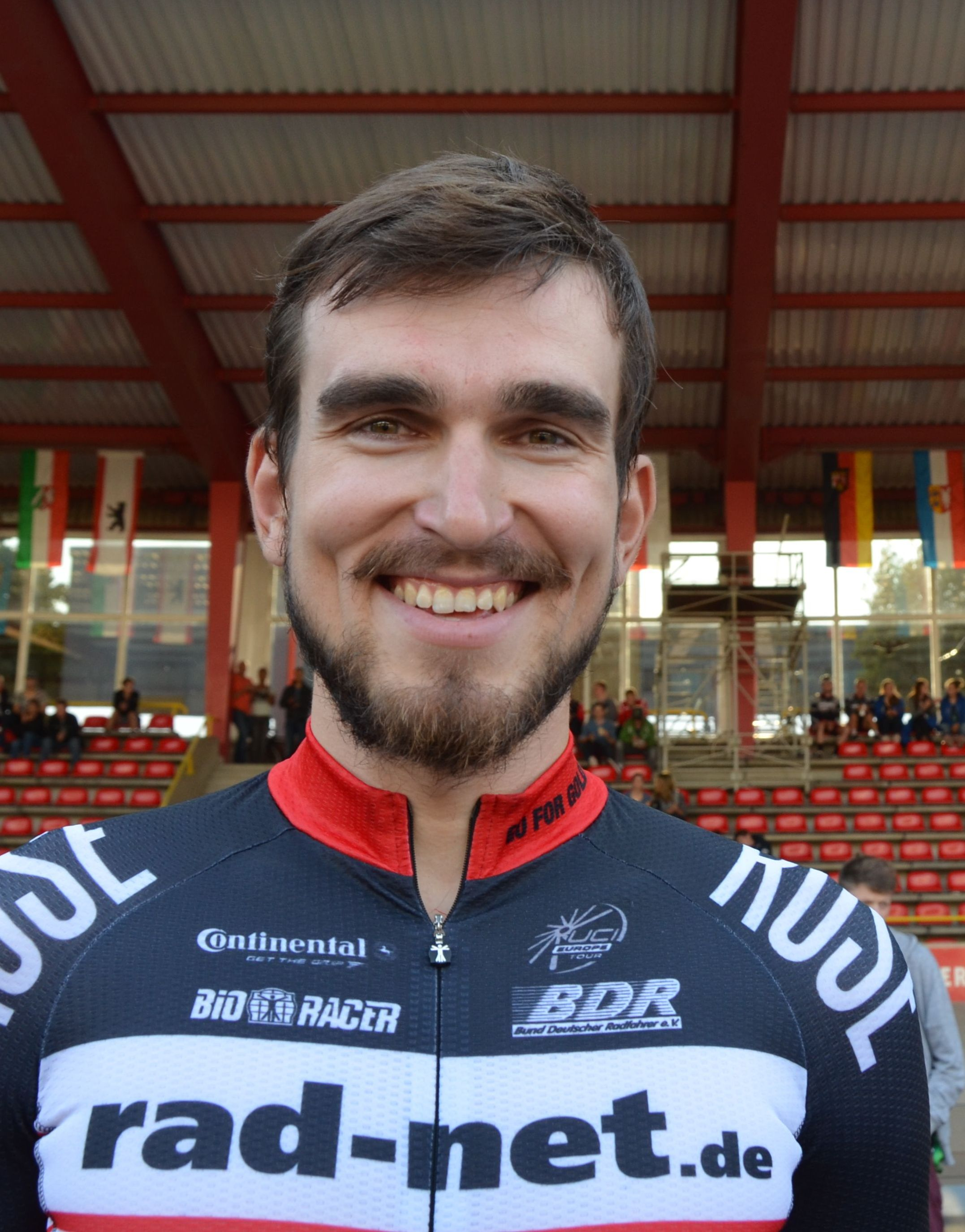
Henning Bommel.
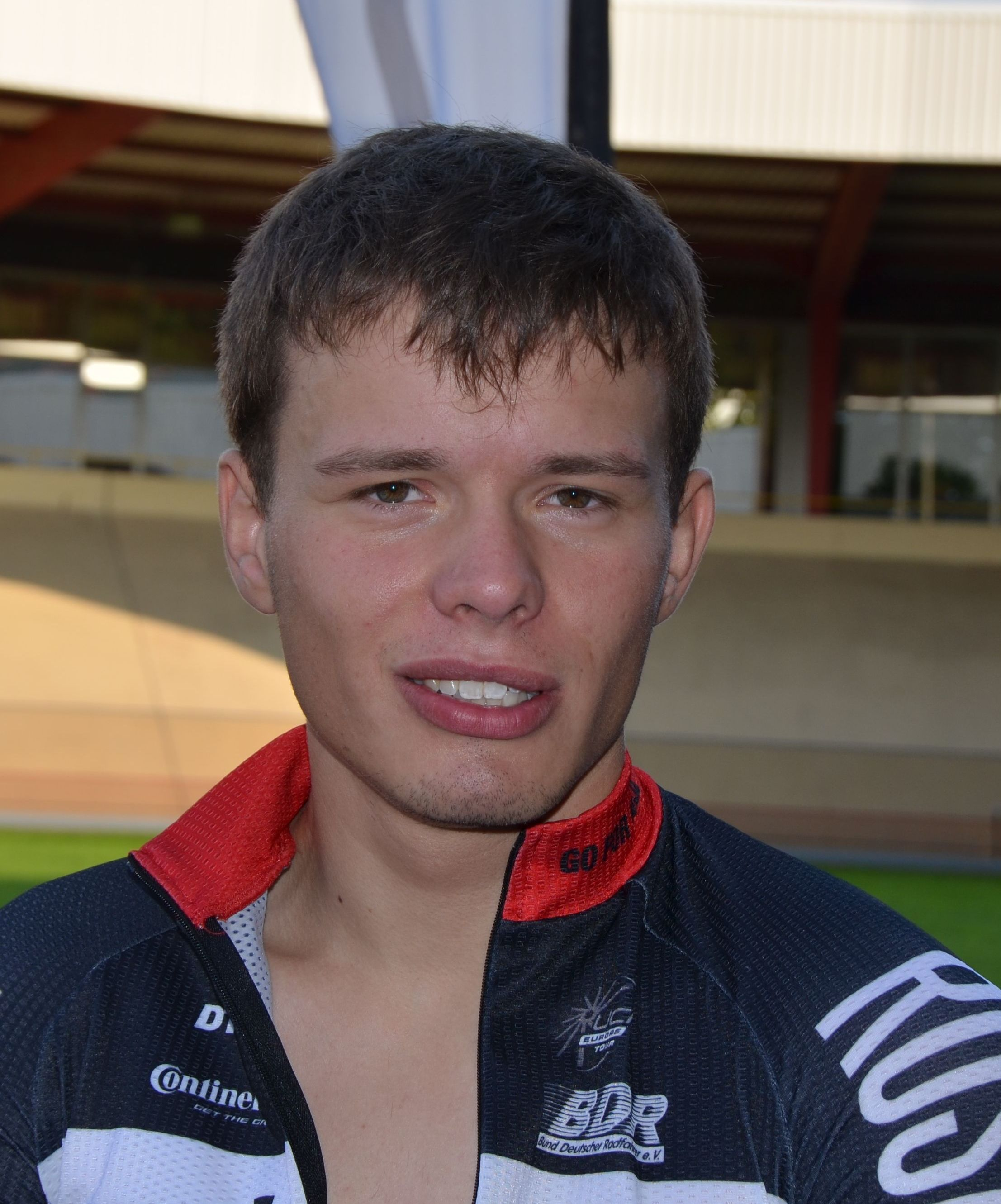
Nils Schomber.
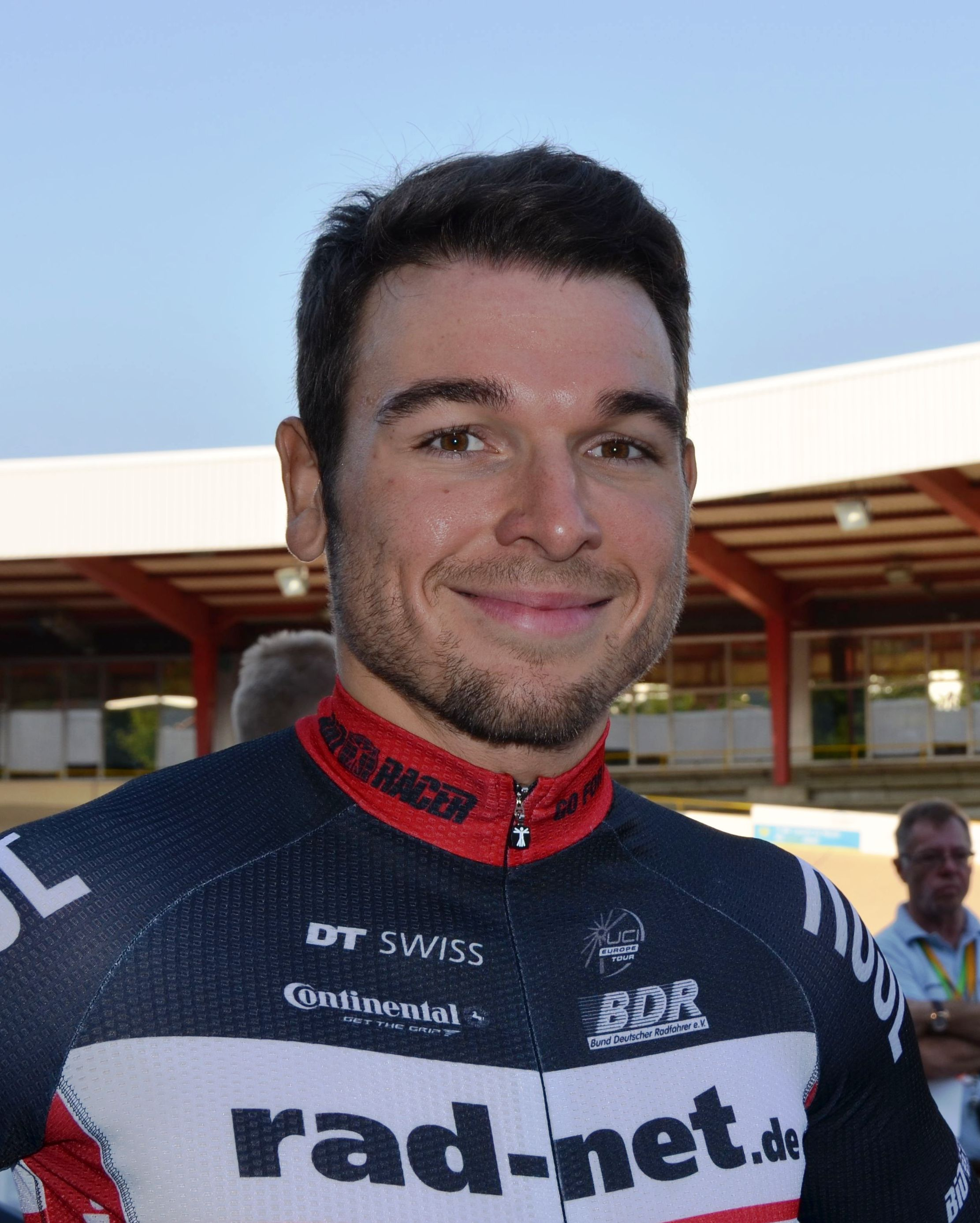
Kersten Thiele.
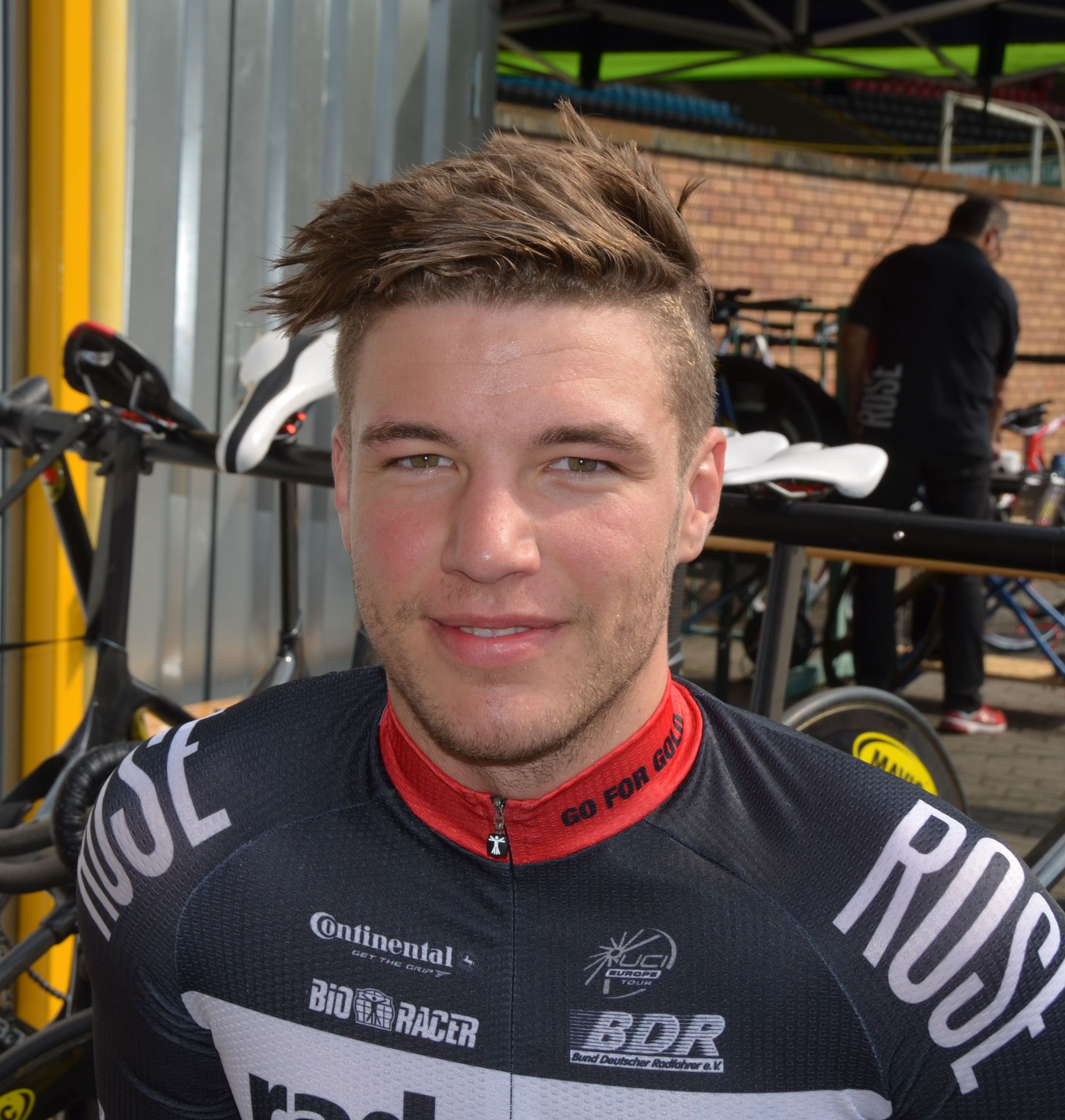
Domenic Weinstein.

## Rad-net Rembe Pro Cycling Team en 2025
| Effectif 2025                     | Effectif 2025     | Effectif 2025 | Effectif 2025                           |
| Cycliste                          | Date de naissance | Pays          | Équipe précédente                       |
| --------------------------------- | ----------------- | ------------- | --------------------------------------- |
| Johannes Adamietz                 | 24 mai 1998       | Allemagne     | Lotto Dstny (2024)                      |
| Pepe Albrecht                     | 22 août 2006      | Allemagne     |                                         |
| Leon Arenz                        | 19 août 2005      | Allemagne     | Lotto Kern-Haus PSD Bank (2024)         |
| Moritz Binder                     | 28 octobre 2005   | Allemagne     |                                         |
| Benjamin Boos                     | 7 août 2003       | Allemagne     | Leopard Pro Cycling (2022)              |
| Julian Borresch                   | 19 mars 2002      | Allemagne     | REMBE Pro Cycling Team Sauerland (2024) |
| Tobias Buck-Gramcko               | 1 janvier 2001    | Allemagne     |                                         |
| Felix Groß                        | 4 septembre 1998  | Allemagne     | UAE Team Emirates (2023)                |
| Miguel Heidemann (4 fév.–31 déc.) | 27 janvier 1998   | Allemagne     | Felt Felbermayr (2024)                  |
| Vincent John                      | 13 décembre 2004  | Allemagne     | P&S Benotti (2023)                      |
| Bruno Keßler                      | 9 septembre 2005  | Allemagne     |                                         |
| Roger Kluge                       | 5 février 1986    | Allemagne     | Lotto-Soudal (2022)                     |
| Jon Knolle                        | 11 septembre 1999 | Allemagne     | Team Vorarlberg (2024)                  |
| Paul-Felix Petry                  | 15 août 2006      | Allemagne     |                                         |
| Maxim Roor                        | 27 septembre 2006 | Allemagne     |                                         |
| Jonathan Rottmann                 | 3 mai 2004        | Allemagne     | REMBE Pro Cycling Team Sauerland (2024) |
| Ole Theiler                       | 8 octobre 2002    | Allemagne     | Team Storck-Metropol Cycling (2024)     |
| Lennart Voege                     | 5 février 2000    | Allemagne     | REMBE Pro Cycling Team Sauerland (2024) |
| Jermaine Zemke                    | 29 août 2005      | Allemagne     | Maloja Pushbikers (2024)                |
|                                   |                   |               |                                         |
| Source : ProCyclingStats          |                   |               |                                         |